# 徐秀玉
徐秀玉（1953年—），黑龙江哈尔滨人，汉族，中华人民共和国政治人物、第十一届全国人民代表大会黑龙江地区代表。
毕业于黑龙江省委党校行政管理专业，是中共党员。担任中国疾病预防控制中心地方病控制中心副主任、哈尔滨医科大学附属肿瘤医院院长。2008年起担任全国人大代表。